# Apterostigma auriculatum
Apterostigma auriculatum är en myrart som beskrevs av Wheeler 1925. Apterostigma auriculatum ingår i släktet Apterostigma och familjen myror.

## Underarter
Arten delas in i följande underarter:
- A. a. auriculatum
- A. a. icta
- A. a. petiolatum